# Balut (ei)

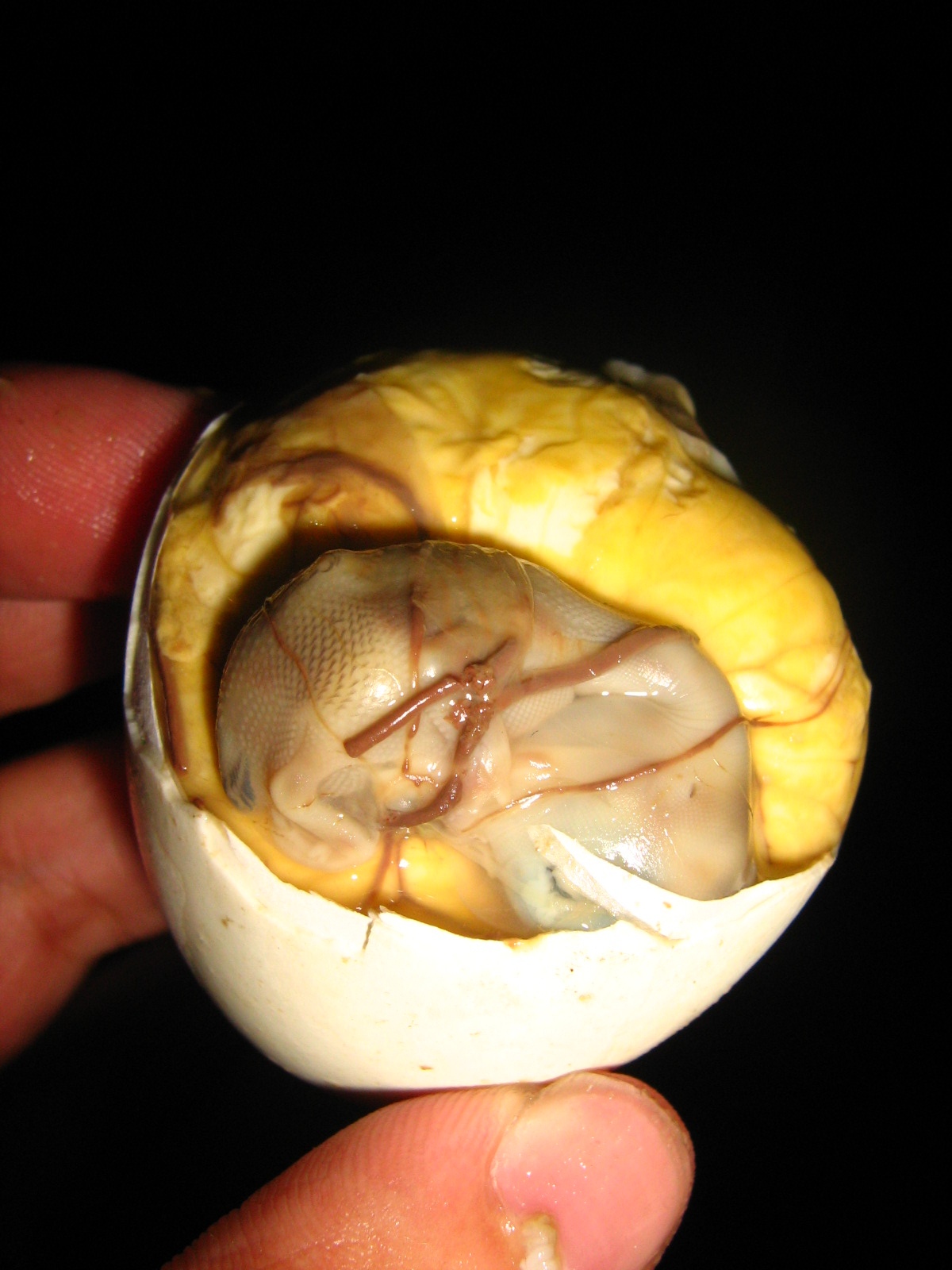
Een gedeeltelijk gepeld balut-ei, klaar om gegeten te worden.

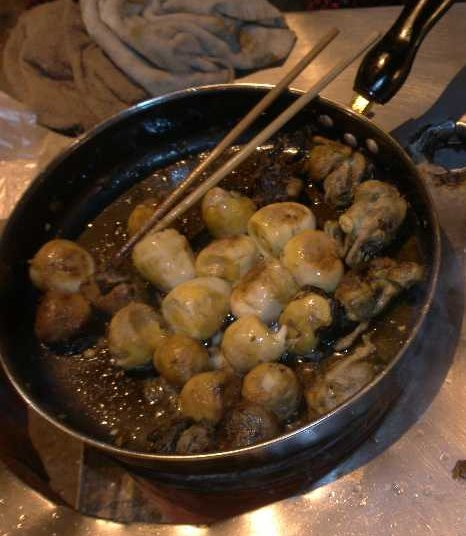
Gebakken balut in China

De balut is een delicatesse in Zuidoost-Azië en met name in de Filipijnen en Vietnam. Een balut-ei is een bevrucht eendenei met een bijna volledig ontwikkeld embryo, dat wordt gekookt of gestoomd. Men zegt dat het eten van een balut-ei de geslachtsdrift opwekt. Deze hartige snack wordt veelal 's nachts door straatverkopers verkocht. Het hoge proteïnegehalte sluit naar verluidt mooi aan bij het drinken van bier. Het woord balut betekent opgerold.

## Wijze van eten
Balut wordt meestal gegeten met een snufje zout, hoewel een balut-eter het ei bij voorkeur met chili en azijn eet. De eieren worden geprezen vanwege de harmonie van de textuur van het ei en de smaak. Het vocht rond het embryo moet er eerst uit worden gezogen voor de schil gepeld kan worden. Daarna kan de dooier en het jonge kuiken gegeten worden. Alles van het ei kan opgegeten worden met uitzondering van het harde witte deel (bato of rock) onder in het ei. Balut is tegenwoordig zelfs haute cuisine geworden en wordt als zodanig als voorgerecht in restaurants geserveerd. Het ei wordt dan meestal op de adobo-manier gekookt, in een omelet meegebakken of als vulling van een gebakje gebruikt.

## Productie van de balut
Het maken van balut komt oorspronkelijk uit China. Hier wordt op een soortgelijke manier de maodan bereid. Chinese handelaren en immigranten zouden het gerecht in de Filipijnen geïntroduceerd hebben. De productie van een balut-ei gebeurt in de Filipijnen echter wel op een speciale afwijkende wijze door de balut-makers (mangbabalut). De eieren worden handmatig in het hele land gemaakt, maar de balut-makers uit Pateros in Metro Manilla staan specifiek goed bekend om hun zorgvuldige selectie en incubatie van de eieren.
Bevruchte eieren worden opgewarmd in de zon om vervolgens opgeborgen te worden in manden om zo hun warmte vast te houden. Na negen dagen worden de eieren tegen het licht gehouden om de zygote te kunnen beoordelen. Ongeveer acht dagen later is de balut klaar om gekookt te worden, waarna het ei verkocht en opgegeten kan worden. Verkopers gebruiken emmers met zand om de balut-eieren op temperatuur te houden. Ongekookte balut-eieren worden zeer zelden verkocht in Zuidoost-Azië, maar op Aziatische markten in de Verenigde Staten kan een enkele keer wel zo'n ongekookt balut-ei gevonden worden.
Het aantal dagen dat gewacht moet worden tot het balut-ei gekookt wordt, is een voorkeurskwestie. In de Filipijnen wordt voor het perfecte balut-ei 17 dagen aangehouden. Het kuiken is dan nog niet oud genoeg voor de bek, veren en klauwen om al ontwikkeld te zijn. Ook zijn dan de botten nog onderontwikkeld. In Vietnam eet men bij voorkeur balut-eieren die 19 tot 21 dagen de tijd hebben gehad om zich te ontwikkelen. Het kuiken is dan al verder in zijn ontwikkeling en als zodanig herkenbaar. De botten zijn in dit stadium nog wel zacht.

## Referentie
- Davidson, Alan. The Oxford Companion to Food, s.v. balut. Oxford University Press 1999. ISBN 0192115790.